# 小松崎大地
小松崎 大地（こまつざき たいち、1982年9月3日 - ）は、千葉県君津市出身の競輪選手。日本競輪選手会福島支部所属。日本競輪学校（現：日本競輪選手養成所）99期卒業。師匠は岡部芳幸（福島、66期）。
元プロ野球選手（外野手）であり、四国アイランドリーグの徳島インディゴソックスに所属していた。

## 来歴

### 野球選手時代
拓大紅陵高校、千葉商科大学を経て、2005年に徳島インディゴソックスに入団。入団時の登録は内野手。同チームでは不動の4番打者として、チームを牽引する働きを見せた。
2007年に外野手登録となり、チームのキャプテンに就任した。
2008年シーズン終了後、日本野球機構（NPB）に所属する複数の球団の入団テストを受験したものの、獲得に名乗りを挙げるチームが現れなかったため、野球選手としてはピリオドを打った。

### 競輪選手時代
その後、当人の父親が、プロ野球選手の下柳剛が新日鐵君津所属時代に同チームの助監督を務めていたことや、下柳が岡部芳幸と一緒に自主トレする仲だった縁もあり、岡部に弟子入りして競輪選手を目指すことになった。
2009年9月、福島県代表として新潟国体成年男子ケイリンに出場し2位入賞。同年11月、日本競輪学校第99期生として入学。 在校競走成績は13勝を挙げて第34位。
2011年1月12日、日本競輪選手会福島支部所属の競輪選手として、宇都宮競輪場でデビュー。初出走初勝利を挙げた。
2012年、1月1日開幕の前々場所の宇都宮、1月25日開幕の前場所の西武園に続き、2月3日、川崎競輪のFII開催でも3連勝完全優勝を果たし、S級特進を果たした。
2017年3月、大垣競輪場で行われた水都大垣杯に優勝し、記念競輪（GIII）初優勝。
2018年10月、前橋競輪場で行われた第27回寬仁親王牌において、初のGI競走決勝進出（5着）。

## 野球選手時代の詳細情報

### 打撃成績
以下の数値は四国アイランドリーグplusウェブサイト掲載の各シーズン選手成績による。
| 年 度    | 球 団    | 試 合 | 打 席 | 打 数 | 得 点 | 安 打 | 二 塁 打 | 三 塁 打 | 本 塁 打 | 打 点 | 三 振 | 四 球 | 死 球 | 犠 打 | 犠 飛 | 盗 塁 | 打 率 | 長 打 率 | 出 塁 率 |
| -------- | -------- | ----- | ----- | ----- | ----- | ----- | -------- | -------- | -------- | ----- | ----- | ----- | ----- | ----- | ----- | ----- | ----- | -------- | -------- |
| 2005     | 徳島     | 88    | 288   | 243   | 25    | 61    | 7        | 2        | 1        | 30    | 53    | 24    | 11    | 6     | 4     | 7     | .251  | .309     | .340     |
| 2006     | 徳島     | 87    | 316   | 264   | 25    | 62    | 7        | 2        | 1        | 16    | 43    | 25    | 17    | 10    | 0     | 4     | .235  | .288     | .340     |
| 2007     | 徳島     | 90    | 378   | 317   | 30    | 84    | 16       | 1        | 3        | 41    | 40    | 47    | 7     | 2     | 5     | 11    | .265  | .350     | .367     |
| 2008     | 徳島     | 80    | 325   | 280   | 33    | 77    | 18       | 1        | 3        | 37    | 50    | 31    | 4     | 5     | 5     | 10    | .275  | .379     | .350     |
| 通算:4年 | 通算:4年 | 345   | 1307  | 1104  | 113   | 284   | 48       | 6        | 8        | 124   | 186   | 127   | 39    | 23    | 14    | 32    | .257  | .333     | .350     |

- 各年度の太字はリーグ最高。

### 背番号
- 3 （2005年 - 2008年）